# Politique en région Occitanie
Les territoires composant la région Occitanie conservent une tradition politique marquée à gauche, associée à une montée du vote d'extrême droite ou populiste de droite depuis les années 1980 sur le littoral méditerranéen.

## Traditions politiques
Durant la IIIe République, les départements qui constituent l'actuelle région sont le bastion du Parti radical, et plus précisément de son aile gauche dite « radicale-socialiste » ou « rad-soc ». Cette tendance politique républicaine, marquée par un certain anticléricalisme, le social-libéralisme et le solidarisme, s'est essentiellement reporté depuis les années 1970, tant en termes de personnel politique que de résultats électoraux, sur le Parti socialiste (PS), devenu la nouvelle force politique dominante dans la région. Elle reste aussi l'un des derniers points d'implantation importants pour le Parti radical de gauche (PRG), porté par le quotidien régional La Dépêche du Midi, tout particulièrement dans le Tarn-et-Garonne : depuis la création de ce parti en 1972, quatre des dix présidents venaient de cette région, à commencer par son fondateur Robert Fabre, député de l'Aveyron, de 1972 à 1978, suivi de Jean-Michel Baylet de 1983 à 1985 puis de 1996 à 2016, Yvon Collin de 1988 à 1989 et Sylvia Pinel depuis 2016, tous trois élus du Tarn-et-Garonne.
Une partie de la famille radicale ou sociale-démocrate a néanmoins rejoint les formations du centre ou du centre-droit de l'échiquier politique national depuis les années 1970, contribuant à renforcer l'implantation de ces derniers dans la région par exemple à Perpignan avec Paul Alduy, son fils Jean-Paul Alduy puis Jean-Marc Pujol, ou à Béziers avec Georges Fontès.
Le socialisme puis le communisme se sont aussi historiquement et durablement implanté dans ces territoires, dès le XIXe siècle. Il s'appuie essentiellement sur les ouvriers liés aux petites activités industrielles de la région toulousaine, de Carmaux, Decazeville ou d'Alès, mais surtout sur les vignerons de la plaine languedocienne ou roussillonnaise qui, face à leurs difficultés sociales et économiques majeures, développent de fortes valeurs de coopération (symbolisée par les caves coopératives de vinification) et de revendications, comme le montre la Révolte des vignerons de 1907. Jean Jaurès, l'un des fondateurs du socialisme réformiste en France, était natif et député du Tarn. Cette tradition politique a gardé une certaine force jusqu'à la fin du XXe siècle, avec de nombreuses villes moyennes ou communes rurales des contreforts du Massif central contrôlées par des maires communistes, représentatives de ce qui est surnommé depuis le milieu du XIXe siècle le « Midi rouge ». Ainsi, Béziers a un maire communiste de 1977 à 1983 (Paul Balmigère), Nîmes de 1965 à 1983 (Émile Jourdan) puis de 1995 à 2001 (Alain Clary), Sète de 1959 à 1983 (Pierre Arraut puis Gilbert Martelli) et de 1996 à 2001 (François Liberti), Alès de 1965 à 1989 (Roger Roucaute puis Gilbert Millet). Si ces bastions de la plaine ont pour beaucoup basculé à droite et ont vu une perte progressive d'influence du PCF associé à une montée du vote populiste de droite, de nombreuses communes plus modestes des contreforts du Massif central ou du piémont pyrénéen, de la plaine du Roussillon ou de la vallée du Rhône ont conservé cette couleur politique : Aramon ou La Grand-Combe dans le Gard ; Conques-sur-Orbiel ou Ginestas dans l'Aude ; Florac en Lozère ; Valence-d'Albigeois, Saint-Benoît-de-Carmaux et Blan dans le Tarn ; Alénya, Cabestany, Corbère-les-Cabanes, Elne ou Estagel dans les Pyrénées-Orientales ; Andrest, Bazet, Capvern, Oursbelille, Pouzac et Soues dans les Hautes-Pyrénées.
La droite est historiquement représentée par ce qui a été appelé le « Midi blanc », par opposition au « Midi rouge », à savoir l'héritage du courant contre-révolutionnaire, clérical et monarchiste du tournant du XIXe siècle auquel a succédé une bonne implantation de la démocratie chrétienne. Elle a pu incarner une force d'opposition au radical-socialisme qui lui vaut une forte présence dans la plaine, à Montpellier, à Perpignan et à Toulouse, incarnée après la Seconde Guerre mondiale par des personnalités de centre-droit comme les maires successifs de Toulouse Pierre Baudis puis son fils Dominique Baudis, Philippe Douste-Blazy et Jean-Luc Moudenc, l'ancien maire de Montpellier François Delmas. Dans les régions rurales et montagnardes, cette famille est plus présente sous sa forme conservatrice et paysanne, notamment en Lozère ou en Aveyron, avec par exemple l'ancien sénateur de la Lozère et président de la région Languedoc-Roussillon Jacques Blanc. Le gaullisme s'est pour sa part implanté à partir des années 1960 sur le littoral, dans les communes dotées de stations balnéaires sorties de terre à cette époque notamment, comme La Grande-Motte (René Couveinhes puis son fils Philippe, Stéphan Rossignol), Palavas-les-Flots (Christian Jeanjean) ou Agde (Pierre Leroy-Beaulieu) dans l'Hérault ; Le Grau-du-Roi (Étienne Mourrut) dans le Gard. La droite a su également renforcer son implantation dans de nombreuses villes moyennes de la plaine languedocienne, au point de pouvoir conquérir au tournant du XXIe siècle d'anciens bastions du Midi Rouge comme Nîmes, Béziers, Sète, Alès ou de façon plus récente Narbonne.

## Collectivités territoriales d'Occitanie

### Le Conseil régional
|                                            |       |       |      |                                           |                   |
| Présidente du Conseil régional d'Occitanie |       |       |      |                                           |                   |
| Carole Delga (PS)                          |       |       |      |                                           |                   |
| Parti                                      | Sigle | Sigle | Élus | Groupe                                    | Président         |
| Majorité (109 sièges)                      |       |       |      |                                           |                   |
| Parti socialiste                           |       | PS    | 41   | Socialistes et Citoyens d'Occitanie (69)  | Christian Assaf   |
| Divers gauche                              |       | DVG   | 23   | Socialistes et Citoyens d'Occitanie (69)  | Christian Assaf   |
| Gauche républicaine et socialiste          |       | GRS   | 3    | Socialistes et Citoyens d'Occitanie (69)  | Christian Assaf   |
| Place publique                             |       | PP    | 2    | Socialistes et Citoyens d'Occitanie (69)  | Christian Assaf   |
| Parti radical de gauche                    |       | PRG   | 15   | Radicaux de Gauche et Citoyens (18)       | Vincent Garel     |
| Divers gauche                              |       | DVG   | 3    | Radicaux de Gauche et Citoyens (18)       | Vincent Garel     |
| Parti communiste français                  |       | PCF   | 15   | Communistes Républicains et Citoyens (15) | Pierre Lacaze     |
| Divers gauche                              |       | DVG   | 4    | Occitanie - Pays Catalan Écologie (7)     | Benjamin Assié    |
| Parti socialiste                           |       | PS    | 1    | Occitanie - Pays Catalan Écologie (7)     | Benjamin Assié    |
| Opposition (49 sièges)                     |       |       |      |                                           |                   |
| Rassemblement national                     |       | RN    | 25   | Rassemblement national (27)               | Julien Sanchez    |
| La Droite populaire                        |       | LDP   | 2    | Rassemblement national (27)               | Julien Sanchez    |
| Les Républicains                           |       | LR    | 13   | Occitanie courageuse (21)                 | Aurélien Pradié   |
| Union des démocrates et indépendants       |       | UDI   | 1    | Occitanie courageuse (21)                 | Aurélien Pradié   |
| Les Républicains                           |       | LR    | 6    | Nous Occitanie (7)                        | Christophe Rivenq |
| Divers droite                              |       | DVD   | 1    | Nous Occitanie (7)                        | Christophe Rivenq |
| Reconquête                                 |       | REC   | 1    | Non-inscrits (1)                          |                   |

La présidente du conseil régional est Carole Delga (PS) depuis le 4 janvier 2016. Le Conseil régional d'Occitanie comporte 158 membres (4 pour l’Ariège, 10 pour l’Aude, 9 pour l’Aveyron, 18 pour le Gard, 36 pour la Haute-Garonne, 6 pour le Gers, 30 pour l’Hérault, 5 pour le Lot, 2 pour la Lozère, 7 pour les Hautes-Pyrénées, 13 pour les Pyrénées-Orientales, 11 pour le Tarn et 7 pour le Tarn-et-Garonne) et siège à la fois au Parc des expositions de Montpellier sur la commune de Pérols, de façon temporaire, pour les assemblées plénières, à l'Hôtel de région de Montpellier pour la commission permanente et à l'Hôtel de région de Toulouse pour certaines réunions en commissions ou conférences.

### Les Conseils départementaux
| Code | Département         | Préfecture  | Population     | Superficie | Président du conseil départemental | Tendance politique | Tendance politique |
| ---- | ------------------- | ----------- | -------------- | ---------- | ---------------------------------- | ------------------ | ------------------ |
| 09   | Ariège              | Foix        | 153 066 hab.   | 4 890 km2  | Christine Téqui                    |                    | PS                 |
| 11   | Aude                | Carcassonne | 372 806 hab.   | 6 139 km2  | Hélène Sandragné                   |                    | PS                 |
| 12   | Aveyron             | Rodez       | 279 274 hab.   | 8 735 km2  | Arnaud Viala                       |                    | DVD                |
| 30   | Gard                | Nîmes       | 745 458 hab.   | 5 853 km2  | Françoise Laurent-Perrigot         |                    | PS                 |
| 31   | Haute-Garonne       | Toulouse    | 1 380 672 hab. | 6 309 km2  | Georges Méric                      |                    | PS                 |
| 32   | Gers                | Auch        | 191 283 hab.   | 6 257 km2  | Philippe Dupouy                    |                    | PS                 |
| 34   | Hérault             | Montpellier | 1 159 220 hab. | 6 224 km2  | Kléber Mesquida                    |                    | PS                 |
| 46   | Lot                 | Cahors      | 173 929 hab.   | 5 217 km2  | Serge Rigal                        |                    | DVG                |
| 48   | Lozère              | Mende       | 76 520 hab.    | 5 167 km2  | Sophie Pantel                      |                    | PS                 |
| 65   | Hautes-Pyrénées     | Tarbes      | 229 191 hab.   | 4 464 km2  | Michel Pélieu                      |                    | PRG                |
| 66   | Pyrénées-Orientales | Perpignan   | 476 357 hab.   | 4 116 km2  | Hermeline Malherbe-Laurent         |                    | PS                 |
| 81   | Tarn                | Albi        | 388 596 hab.   | 5 758 km2  | Christophe Ramond                  |                    | PS                 |
| 82   | Tarn-et-Garonne     | Montauban   | 259 124 hab.   | 3 717 km2  | Michel Weill                       |                    | PRG                |

Douze des treize conseils départementaux sont à gauche, avec la plupart du temps une belle majorité départementale. Seul l'Aveyron est ancré à droite (essentiellement par la tendance démocrate-chrétienne) avec un président diver droite à sa tête.

### Les Conseils municipaux
| Commune            | Maire                      | Parti | Parti | Élection | Population (2022) |
| ------------------ | -------------------------- | ----- | ----- | -------- | ----------------- |
| Toulouse           | Jean-Luc Moudenc           |       | LFA   | 2014     | 511 684           |
| Montpellier        | Michaël Delafosse          |       | PS    | 2020     | 307 101           |
| Nîmes              | Jean-Paul Fournier         |       | LR    | 2001     | 150 444           |
| Perpignan          | Louis Aliot                |       | RN    | 2020     | 120 996           |
| Béziers            | Robert Ménard              |       | EXD   | 2014     | 80 815            |
| Montauban          | Marie-Claude Berly         |       | LR    | 2024     | 62 487            |
| Narbonne           | Bertrand Malquier          |       | DVD   | 2023     | 56 692            |
| Albi               | Stéphanie Guiraud-Chaumeil |       | HOR   | 2014     | 50 605            |
| Carcassonne        | Gérard Larrat              |       | DVD   | 2014     | 46 429            |
| Sète               | François Commeinhes        |       | DVD   | 2001     | 45 090            |
| Alès               | Max Roustan                |       | LR    | 1995     | 45 025            |
| Tarbes             | Gérard Trémège             |       | LR    | 2001     | 44 529            |
| Castres            | Pascal Bugis               |       | DVD   | 2001     | 42 700            |
| Colomiers          | Karine Traval-Michelet     |       | PS    | 2014     | 40 916            |
| Tournefeuille      | Frédéric Parre             |       | PS    | 2024     | 29 724            |
| Agde               | Sébastien Frey             |       | UDI   | 2024     | 29 612            |
| Blagnac            | Joseph Carles              |       | DVG   | 2017     | 27 314            |
| Lunel              | Paulette Gougeon           |       | SE    | 2025     | 26 380            |
| Muret              | André Mandement            |       | PS    | 2008     | 25 653            |
| Castelnau-le-Lez   | Frédéric Lafforgue         |       | LR    | 2017     | 25 404            |
| Rodez              | Christian Teyssèdre        |       | SE    | 2008     | 24 136            |
| Frontignan         | Michel Arrouy              |       | PS    | 2020     | 23 788            |
| Auch               | Christian Laprébende       |       | PS    | 2017     | 22 825            |
| Millau             | Emmanuelle Gazel           |       | PS    | 2020     | 21 859            |
| Plaisance-du-Touch | Philippe Guyot             |       | DVC   | 2019     | 20 471            |
| Cugnaux            | Albert Sanchez             |       | DVG   | 2020     | 20 239            |

## Parlementaires de région Occitanie

### Les députés
L'Occitanie compte au total 49 circonscriptions (soit une moyenne de 115 997 hab. par circonscription).
À l’issue des législatives de 2012, la gauche est nettement majoritaire dans ce qui va devenir la région Occitanie avec 31 sièges contre 6 à la droite.
Puis, à la suite des élections législatives de 2017, c'est le parti du nouveau président Emmanuel Macron et ses alliés, qui arrivent largement en tête en remportant 37 sièges, au détriment principalement du PS, qui conserve seulement 3 sièges, tout comme la droite. Le FN et la LFI progressent et arrivent à obtenir 3 sièges.
Les élections législatives de 2022 sont marqués par une très forte progression de l'extrême-droite qui obtient 16 sièges, tout comme l'alliance de gauche qui gagne 14 sièges (12 pour LFI, 1 pour le PS et 1 pour EÉLV) auxquels s'ajoutent 3 socialistes partis en dissidence. La majorité présidentielle résiste très mal en ne conservant que 14 sièges. Aurélien Pradié devient le seul représentant LR de la région.
À la suite de la dissolution décidée par Emmanuel Macron à la suite des résultats des élections européennes de 2024, où le Rassemblement national à devancé de plus de 15 points la liste de la majorité présidentielle Ensemble pour la République, de nouvelles élections législatives sont convoquées.
De ces élections, la gauche, unifiée sous la bannière du Nouveau Front populaire, a obtenu 18 sièges (9 pour LFI, 7 pour le PS et 2 pour LÉ), soit 8 de plus.
Le Rassemblement national et ses nouveaux alliés, les Républicains à droite, se fortifient en gagnant 4 sièges, soit 20 sièges au total (10 pour le RN et 2 pour les RÀD).
C'est la déroute pour Ensemble pour la République qui perd 8 sièges et n'arrive qu'à n'en conserver 6 (5 pour RE et 1 pour HOR).
Aurélien Pradié, à la suite de la débâcle chez Les Républicains créée par l'alliance qu'a initiée Éric Ciotti, a décidé de quitter le parti, ce qui fait qu'il n'y a plus de députés des Républicains.
| Dep.                | Député(e)             | Grp. | Grp.     | Député(e)               | Grp. | Grp.     | Député(e)             | Grp. | Grp. | Député(e)         | Grp. | Grp.     | Député(e)                | Grp. | Grp. | Député(e)        | Grp. | Grp. | Député(e)              | Grp. | Grp.     | Député(e)        | Grp. | Grp.     | Député(e)         | Grp. | Grp. | Député(e)      | Grp. | Grp. |
| ------------------- | --------------------- | ---- | -------- | ----------------------- | ---- | -------- | --------------------- | ---- | ---- | ----------------- | ---- | -------- | ------------------------ | ---- | ---- | ---------------- | ---- | ---- | ---------------------- | ---- | -------- | ---------------- | ---- | -------- | ----------------- | ---- | ---- | -------------- | ---- | ---- |
| Ariège              | Martine Froger        |      | LIOT     | Laurent Panifous        |      | LIOT     |                       |      |      |                   |      |          |                          |      |      |                  |      |      |                        |      |          |                  |      |          |                   |      |      |                |      |      |
| Ariège              | 1re                   | 1re  | 1re      | 2e                      | 2e   | 2e       |                       |      |      |                   |      |          |                          |      |      |                  |      |      |                        |      |          |                  |      |          |                   |      |      |                |      |      |
| Aude                | Christophe Barthès    |      | RN       | Frédéric Falcon         |      | RN       | Julien Rancoule       |      | RN   |                   |      |          |                          |      |      |                  |      |      |                        |      |          |                  |      |          |                   |      |      |                |      |      |
| Aude                | 1re                   | 1re  | 1re      | 2e                      | 2e   | 2e       | 3e                    | 3e   | 3e   |                   |      |          |                          |      |      |                  |      |      |                        |      |          |                  |      |          |                   |      |      |                |      |      |
| Aveyron             | Stéphane Mazars       |      | EPR      | Laurent Alexandre       |      | LFI- NFP | Jean-François Rousset |      | EPR  |                   |      |          |                          |      |      |                  |      |      |                        |      |          |                  |      |          |                   |      |      |                |      |      |
| Aveyron             | 1re                   | 1re  | 1re      | 2e                      | 2e   | 2e       | 3e                    | 3e   | 3e   |                   |      |          |                          |      |      |                  |      |      |                        |      |          |                  |      |          |                   |      |      |                |      |      |
| Gard                | Yoann Gillet          |      | RN       | Nicolas Meizonnet       |      | RN       | Pascale Bordes        |      | RN   | Pierre Meurin     |      | RN       | Alexandre Allegret-Pilot |      | RN   | Sylvie Josserand |      | RN   |                        |      |          |                  |      |          |                   |      |      |                |      |      |
| Gard                | 1re                   | 1re  | 1re      | 2e                      | 2e   | 2e       | 3e                    | 3e   | 3e   | 4e                | 4e   | 4e       | 5e                       | 5e   | 5e   | 6e               | 6e   | 6e   |                        |      |          |                  |      |          |                   |      |      |                |      |      |
| Haute-Garonne       | Hadrien Clouet        |      | LFI- NFP | Anne Stambach-Terrenoir |      | LFI- NFP | Corinne Vignon        |      | EPR  | François Piquemal |      | LFI- NFP | Jean-François Portarrieu |      | HOR  | Arnaud Simion    |      | SOC  | Christophe Bex         |      | LFI- NFP | Joël Aviragnet   |      | SOC      | Christine Arrighi |      | EcoS | Jacques Oberti |      | SOC  |
| Haute-Garonne       | 1re                   | 1re  | 1re      | 2e                      | 2e   | 2e       | 3e                    | 3e   | 3e   | 4e                | 4e   | 4e       | 5e                       | 5e   | 5e   | 6e               | 6e   | 6e   | 7e                     | 7e   | 7e       | 8e               | 8e   | 8e       | 9e                | 9e   | 9e   | 10e            | 10e  | 10e  |
| Gers                | Jean-René Cazeneuve   |      | EPR      | David Taupiac           |      | NI       |                       |      |      |                   |      |          |                          |      |      |                  |      |      |                        |      |          |                  |      |          |                   |      |      |                |      |      |
| Gers                | 1re                   | 1re  | 1re      | 2e                      | 2e   | 2e       |                       |      |      |                   |      |          |                          |      |      |                  |      |      |                        |      |          |                  |      |          |                   |      |      |                |      |      |
| Hérault             | Jean-Louis Roumégas   |      | EcoS     | Nathalie Oziol          |      | LFI- NFP | Fanny Dombre-Coste    |      | SOC  | Manon Bouquin     |      | RN       | Stéphanie Galzy          |      | RN   | Julien Gabarron  |      | RN   | Aurélien Lopez-Liguori |      | RN       | Sylvain Carrière |      | LFI- NFP | Charles Alloncle  |      | UDR  |                |      |      |
| Hérault             | 1re                   | 1re  | 1re      | 2e                      | 2e   | 2e       | 3e                    | 3e   | 3e   | 4e                | 4e   | 4e       | 5e                       | 5e   | 5e   | 6e               | 6e   | 6e   | 7e                     | 7e   | 7e       | 8e               | 8e   | 8e       | 9e                | 9e   | 9e   |                |      |      |
| Lot                 | Aurélien Pradié       |      | NI       | Christophe Proença      |      | SOC      |                       |      |      |                   |      |          |                          |      |      |                  |      |      |                        |      |          |                  |      |          |                   |      |      |                |      |      |
| Lot                 | 1re                   | 1re  | 1re      | 2e                      | 2e   | 2e       |                       |      |      |                   |      |          |                          |      |      |                  |      |      |                        |      |          |                  |      |          |                   |      |      |                |      |      |
| Lozère              | Sophie Pantel         |      | SOC      |                         |      |          |                       |      |      |                   |      |          |                          |      |      |                  |      |      |                        |      |          |                  |      |          |                   |      |      |                |      |      |
| Lozère              | Unique                |      |          |                         |      |          |                       |      |      |                   |      |          |                          |      |      |                  |      |      |                        |      |          |                  |      |          |                   |      |      |                |      |      |
| Hautes-Pyrénées     | Sylvie Ferrer         |      | LFI- NFP | Denis Fégné             |      | SOC      |                       |      |      |                   |      |          |                          |      |      |                  |      |      |                        |      |          |                  |      |          |                   |      |      |                |      |      |
| Hautes-Pyrénées     | 1re                   | 1re  | 1re      | 2e                      | 2e   | 2e       |                       |      |      |                   |      |          |                          |      |      |                  |      |      |                        |      |          |                  |      |          |                   |      |      |                |      |      |
| Pyrénées-Orientales | Sophie Blanc          |      | RN       | Anaïs Sabatini          |      | RN       | Sandrine Dogor-Such   |      | RN   | Michèle Martinez  |      | RN       |                          |      |      |                  |      |      |                        |      |          |                  |      |          |                   |      |      |                |      |      |
| Pyrénées-Orientales | 1re                   | 1re  | 1re      | 2e                      | 2e   | 2e       | 3e                    | 3e   | 3e   | 4e                | 4e   | 4e       |                          |      |      |                  |      |      |                        |      |          |                  |      |          |                   |      |      |                |      |      |
| Tarn                | Philippe Bonnecarrère |      | NI       | Karen Erodi             |      | LFI- NFP | Jean Terlier          |      | EPR  |                   |      |          |                          |      |      |                  |      |      |                        |      |          |                  |      |          |                   |      |      |                |      |      |
| Tarn                | 1re                   | 1re  | 1re      | 2e                      | 2e   | 2e       | 3e                    | 3e   | 3e   |                   |      |          |                          |      |      |                  |      |      |                        |      |          |                  |      |          |                   |      |      |                |      |      |
| Tarn-et-Garonne     | Brigitte Barèges      |      | UDR      | Marine Hamelet          |      | RN       |                       |      |      |                   |      |          |                          |      |      |                  |      |      |                        |      |          |                  |      |          |                   |      |      |                |      |      |
| Tarn-et-Garonne     | 1re                   | 1re  | 1re      | 2e                      | 2e   | 2e       |                       |      |      |                   |      |          |                          |      |      |                  |      |      |                        |      |          |                  |      |          |                   |      |      |                |      |      |

### Les sénateurs
| Département         | Sénateur              | Groupe | Groupe | Sénateur                  | Groupe | Groupe | Sénateur           | Groupe | Groupe | Sénateur           | Groupe | Groupe | Sénateur      | Groupe | Groupe |
| ------------------- | --------------------- | ------ | ------ | ------------------------- | ------ | ------ | ------------------ | ------ | ------ | ------------------ | ------ | ------ | ------------- | ------ | ------ |
| Ariège              | Jean-Jacques Michau   |        | SER    |                           |        |        |                    |        |        |                    |        |        |               |        |        |
| Aude                | Gisèle Jourda         |        | SER    | Sébastien Pla             |        | SER    |                    |        |        |                    |        |        |               |        |        |
| Aveyron             | Jean-Claude Anglars   |        | REP    | Alain Marc                |        | LIRT   |                    |        |        |                    |        |        |               |        |        |
| Gard                | Denis Bouad           |        | SER    | Laurent Burgoa            |        | REP    | Vivette Lopez      |        | REP    |                    |        |        |               |        |        |
| Haute-Garonne       | Alain Chatillon       |        | REP    | Pierre Médevielle         |        | LIRT   | Brigitte Micouleau |        | REP    | Émilienne Poumirol |        | SER    | Claude Raynal |        | SER    |
| Gers                | Alain Duffourg        |        | UC     | Franck Montaugé           |        | SER    |                    |        |        |                    |        |        |               |        |        |
| Hérault             | Christian Bilhac      |        | RDSE   | Hussein Bourgi            |        | SER    | Henri Cabanel      |        | RDSE   | Jean-Pierre Grand  |        | LIRT   |               |        |        |
| Lot                 | Raphaël Daubet        |        | RDSE   | Jean-Marc Vayssouze-Faure |        | SER    |                    |        |        |                    |        |        |               |        |        |
| Lozère              | Guylène Pantel        |        | RDSE   |                           |        |        |                    |        |        |                    |        |        |               |        |        |
| Hautes-Pyrénées     | Viviane Artigalas     |        | SER    | Maryse Carrère            |        | RDSE   |                    |        |        |                    |        |        |               |        |        |
| Pyrénées-Orientales | Lauriane Josende      |        | REP    | Jean Sol                  |        | REP    |                    |        |        |                    |        |        |               |        |        |
| Tarn                | Philippe Bonnecarrère |        | UC     | Philippe Folliot          |        | UC     |                    |        |        |                    |        |        |               |        |        |
| Tarn-et-Garonne     | François Bonhomme     |        | REP    | Pierre-Antoine Lévi       |        | UC     |                    |        |        |                    |        |        |               |        |        |

### Les députés européens
Parmi les députés européens, six sont implantés en Occitanie :
- Claire Fita (PS, S&D)
- Jean-Paul Garraud (RN, PfE)
- Céline Imart (LR, PPE)
- France Jamet (RN, PfE)
- Julien Leonardelli (RN, PfE)
- Julien Sanchez (RN, PfE)

## Résultats des élections

### Élections législatives
| Élections législatives de 2024 | Élections législatives de 2024 | Premier tour 30 juin 2024 | Premier tour 30 juin 2024 | Premier tour 30 juin 2024 | Second tour 7 juillet 2024 | Second tour 7 juillet 2024 | Second tour 7 juillet 2024 | Sièges |
| Élections législatives de 2024 | Élections législatives de 2024 | Occitanie                 | Occitanie                 | France                    | Occitanie                  | Occitanie                  | France                     | Sièges |
| Élections législatives de 2024 | Élections législatives de 2024 | Voix                      | %                         | %                         | Voix                       | %                          | %                          | Sièges |
| ------------------------------ | --- | ------------------------- | ------------------------- | ------------------------- | -------------------------- | -------------------------- | -------------------------- | ------ |
| Inscrits / participation       | Inscrits / participation | 4 379 404                 | 70,80                     | 66,71                     | 3 872 170                  | 70,80                      | 66,63                      |        |
| Abstentions                    | Abstentions | 1 278 700                 | 29,20                     | 33,29                     | 1 130 846                  | 29,20                      | 33,37                      |        |
| Total                          | Total | 3 100 704                 | 100                       | 100                       | 2 741 324                  | 100                        | 100                        | 49     |
| Votes blancs                   | Votes blancs | 65 355                    | 2,11                      | 1,77                      | 148 710                    | 5,42                       | 4,14                       |        |
| Votes nuls                     | Votes nuls | 32 101                    | 1,04                      | 0,81                      | 55 793                     | 2,04                       | 1,36                       |        |
| Suffrages exprimés             | Suffrages exprimés | 3 003 248                 | 96,86                     | 97,41                     | 2 536 821                  | 92,54                      | 94,50                      |        |
|                                | |                           |                           |                           |                            |                            |                            |        |
|                                | Rassemblement national et alliés Rassemblement national, Républicains à droite                                                                               | 1 160 053                 | 38,63                     | 33,37                     | 1 162 759                  | 45,84                      | 37,10                      | 20     |
|                                | Nouveau Front populaire Les Écologistes, La France insoumise, Nouveau Parti anticapitaliste - L'Anticapitaliste, Parti communiste français, Parti socialiste | 927 913                   | 30,90                     | 28,79                     | 1 005 057                  | 39,62                      | 26,63                      | 20     |
|                                | Ensemble pour la République Agir, En commun, Horizons, Mouvement démocrate, Parti radical, Renaissance, Sans étiquette, Territoires de progrès               | 618 994                   | 20,61                     | 21,76                     | 284 374                    | 11,21                      | 25,36                      | 7      |
|                                | Union de la droite et du centre Du courage, Nouvelle Énergie, Les Républicains, Sans étiquette                                                               | 97 369                    | 3,24                      | 9,14                      | 35 628                     | 1,40                       | 8,01                       | 1      |
|                                | Sans étiquettes | 37 731                    | 1,26                      | 1,09                      | 18 091                     | 0,71                       | 0,52                       | 0      |
|                                | Lutte ouvrière | 32 265                    | 1,07                      | 1,10                      |                            |                            |                            | 0      |
|                                | Reconquête | 26 911                    | 0,90                      | 0,75                      | 0                          |                            |                            |        |
|                                | Parti socialiste Candidatures hors de l'accord du NFP | 24 185                    | 0,81                      | 0,08                      | 30 912                     | 1,22                       | 0,11                       | 1      |
|                                | Parti radical de gauche | 18 415                    | 0,61                      | 0,07                      |                            |                            |                            | 0      |
|                                | Autres partis et coalitions | 59 413                    | 1,98                      | 3,85                      | 0                          |                            |                            |        |

| Élections législatives de 2022 | Élections législatives de 2022 | Premier tour 12 juin 2022 | Premier tour 12 juin 2022 | Premier tour 12 juin 2022 | Second tour 19 juin 2022 | Second tour 19 juin 2022 | Second tour 19 juin 2022 | Sièges |
| Élections législatives de 2022 | Élections législatives de 2022 | Occitanie                 | Occitanie                 | France                    | Occitanie                | Occitanie                | France                   | Sièges |
| Élections législatives de 2022 | Élections législatives de 2022 | Voix                      | %                         | %                         | Voix                     | %                        | %                        | Sièges |
| ------------------------------ | --- | ------------------------- | ------------------------- | ------------------------- | ------------------------ | ------------------------ | ------------------------ | ------ |
| Inscrits / participation       | Inscrits / participation | 4 344 451                 | 51,49                     | 47,51                     | 4 344 812                | 50,15                    | 46,23                    |        |
| Abstentions                    | Abstentions | 2 107 689                 | 48,51                     | 52,49                     | 2 165 791                | 49,85                    | 53,77                    |        |
| Total                          | Total | 2 236 762                 | 100                       | 100                       | 2 179 021                | 100                      | 100                      | 49     |
| Votes blancs                   | Votes blancs | 35 681                    | 1,60                      | 1,56                      | 145 299                  | 6,67                     | 5,52                     |        |
| Votes nuls                     | Votes nuls | 15 868                    | 0,71                      | 0,64                      | 63 431                   | 2,91                     | 2,12                     |        |
| Suffrages exprimés             | Suffrages exprimés | 2 185 213                 | 97,70                     | 97,80                     | 1 970 291                | 90,42                    | 92,36                    |        |
|                                | |                           |                           |                           |                          |                          |                          |        |
|                                | Nouvelle Union populaire écologique et sociale Ensemble !, Europe Écologie Les Verts, La France insoumise, Génération.s, Parti communiste français, Parti socialiste                                                               | 592 299                   | 27,10                     | 26,51                     | 773 809                  | 39,27                    | 33,11                    | 15     |
|                                | Ensemble Agir, En commun, Fédération progressiste, Horizons, Mouvement démocrate, Parti radical, La République en marche, Territoires de progrès                                                                                   | 510 396                   | 23,36                     | 25,88                     | 629 983                  | 31,97                    | 38,75                    | 14     |
|                                | Rassemblement national et alliée Rassemblement national, Sans étiquette | 485 493                   | 22,22                     | 18,76                     | 473 134                  | 24,01                    | 17,43                    | 16     |
|                                | Union de la droite et du centre Les Centristes - Le Nouveau Centre, Les Républicains, Union des démocrates et indépendants | 153 821                   | 7,04                      | 12,10                     | 42 971                   | 2,18                     | 8,01                     | 2      |
|                                | Reconquête et alliés Centre national des indépendants et paysans, Reconquête, Via, la voie du peuple | 101 169                   | 4,63                      | 4,25                      |                          |                          |                          | 0      |
|                                | Dissidents Nouvelle Union populaire écologique et sociale | 87 675                    | 4,01                      | 1,31                      | 50 394                   | 2,56                     | 0,48                     | 2      |
|                                | Parti radical de gauche | 50 885                    | 2,33                      | 0,54                      |                          |                          |                          | 0      |
|                                | Résistons | 31 111                    | 1,42                      | 0,32                      | 0                        |                          |                          |        |
|                                | Tous unis pour le vivant L'Écologie autrement, France Écologie, Mouvement écologiste indépendant, Mouvement hommes animaux nature, Le Mouvement pour les Animaux, Le Trèfle - Les nouveaux écologistes, Union nationale écologiste | 22 639                    | 1,04                      | 0,69                      | 0                        |                          |                          |        |
|                                | Parti animaliste | 20 056                    | 0,92                      | 0,54                      | 0                        |                          |                          |        |
|                                | Union pour la France Debout la France, Les Patriotes | 19 873                    | 0,91                      | 1,08                      | 0                        |                          |                          |        |
|                                | Sans étiquette | 19 724                    | 0,90                      | 0,93                      | 0                        |                          |                          |        |
|                                | Lutte ouvrière | 17 632                    | 0,81                      | 1,01                      | 0                        |                          |                          |        |
|                                | Écologie au centre , Mouvement des écologistes libres | 11 682                    | 0,53                      | 0,80                      | 0                        |                          |                          |        |
|                                | Autres partis | 110 814                   | 5,07                      | 5,28                      | 0                        |                          |                          |        |

### Élections présidentielles
|                          |                                               | Premier tour 10 avril 2022 | Premier tour 10 avril 2022 | Premier tour 10 avril 2022 | Second tour 24 avril 2022 | Second tour 24 avril 2022 | Second tour 24 avril 2022 |
| Occitanie                | Occitanie                                     | France                     | Occitanie                  | Occitanie                  | France                    |                           |                           |
| Voix                     | %                                             | %                          | Voix                       | %                          | %                         |                           |                           |
| ------------------------ | --------------------------------------------- | -------------------------- | -------------------------- | -------------------------- | ------------------------- | ------------------------- | ------------------------- |
| Inscrits / participation | Inscrits / participation                      | 4 323 929                  | 78,25                      | 73,69                      | 4 324 603                 | 75,19                     | 71,99                     |
| Abstentions              | Abstentions                                   | 940 541                    | 21,75                      | 26,31                      | 1 072 829                 | 24,81                     | 28,01                     |
| Total                    | Total                                         | 3 383 388                  | 100                        | 100                        | 3 251 774                 | 100                       | 100                       |
| Votes blancs             | Votes blancs                                  | 47 891                     | 1,42                       | 1,51                       | 238 975                   | 7,35                      | 6,37                      |
| Votes nuls               | Votes nuls                                    | 24 876                     | 0,74                       | 0,69                       | 99 581                    | 3,06                      | 2,29                      |
| Suffrages exprimés       | Suffrages exprimés                            | 3 310 621                  | 97,85                      | 97,80                      | 2 913 218                 | 89,59                     | 91,34                     |
|                          |                                               |                            |                            |                            |                           |                           |                           |
|                          | Marine Le Pen Rassemblement national          | 815 338                    | 24,63                      | 23,15                      |                           |                           | 41,45                     |
|                          | Emmanuel Macron La République en marche       | 777 444                    | 23,48                      | 27,85                      |                           |                           | 58,55                     |
|                          | Jean-Luc Mélenchon La France insoumise        | 741 948                    | 22,41                      | 21,95                      |                           |                           |                           |
|                          | Éric Zemmour Reconquête                       | 260 127                    | 7,86                       | 7,07                       |                           |                           |                           |
|                          | Jean Lassalle Résistons                       | 184 956                    | 5,59                       | 3,13                       |                           |                           |                           |
|                          | Yannick Jadot Europe Écologie Les Verts       | 139 122                    | 4,20                       | 4,63                       |                           |                           |                           |
|                          | Valérie Pécresse Les Républicains             | 129 101                    | 3,90                       | 4,78                       |                           |                           |                           |
|                          | Fabien Roussel Parti communiste français      | 83 452                     | 2,52                       | 2,28                       |                           |                           |                           |
|                          | Anne Hidalgo Parti socialiste                 | 77 124                     | 2,33                       | 1,75                       |                           |                           |                           |
|                          | Nicolas Dupont-Aignan Debout la France        | 63 243                     | 1,91                       | 2,06                       |                           |                           |                           |
|                          | Philippe Poutou Nouveau Parti anticapitaliste | 23 891                     | 0,72                       | 0,77                       |                           |                           |                           |
|                          | Nathalie Arthaud Lutte ouvrière               | 14 875                     | 0,45                       | 0,56                       |                           |                           |                           |

|                          |                                                  | Premier tour 23 avril 2017 | Premier tour 23 avril 2017 | Premier tour 23 avril 2017 | Second tour 7 mai 2017 | Second tour 7 mai 2017 | Second tour 7 mai 2017 |
| Occitanie                | Occitanie                                        | France                     | Occitanie                  | Occitanie                  | France                 |                        |                        |
| Voix                     | %                                                | %                          | Voix                       | %                          | %                      |                        |                        |
| ------------------------ | ------------------------------------------------ | -------------------------- | -------------------------- | -------------------------- | ---------------------- | ---------------------- | ---------------------- |
| Inscrits / participation | Inscrits / participation                         | 4 194 294                  | 81,06                      | 77,77                      | 4 193 817              | 76,70                  | 74,56                  |
| Abstentions              | Abstentions                                      | 794 467                    | 18,94                      | 22,23                      | 976 955                | 23,30                  | 25,44                  |
| Total                    | Total                                            | 3 399 827                  | 100                        | 100                        | 3 216 862              | 100                    | 100                    |
| Votes blancs             | Votes blancs                                     | 56 860                     | 1,67                       | 1,78                       | 299 768                | 9,32                   | 8,52                   |
| Votes nuls               | Votes nuls                                       | 27 267                     | 0,80                       | 0,77                       | 123 425                | 3,84                   | 3,00                   |
| Suffrages exprimés       | Suffrages exprimés                               | 3 315 700                  | 97,53                      | 97,45                      | 2 793 669              | 86,84                  | 88,48                  |
|                          |                                                  |                            |                            |                            |                        |                        |                        |
|                          | Marine Le Pen Front national                     | 762 087                    | 22,98                      | 21,30                      | 1 033 853              | 37,01                  | 33,90                  |
|                          | Emmanuel Macron En marche                        | 740 031                    | 22,32                      | 24,01                      | 1 759 816              | 62,99                  | 66,10                  |
|                          | Jean-Luc Mélenchon La France insoumise           | 734 193                    | 22,14                      | 19,58                      |                        |                        |                        |
|                          | François Fillon Les Républicains                 | 566 036                    | 17,07                      | 20,01                      |                        |                        |                        |
|                          | Benoît Hamon Parti socialiste                    | 216 349                    | 6,52                       | 6,36                       |                        |                        |                        |
|                          | Nicolas Dupont-Aignan Debout la France           | 135 403                    | 4,08                       | 4,70                       |                        |                        |                        |
|                          | Jean Lassalle Résistons                          | 75 482                     | 2,28                       | 1,21                       |                        |                        |                        |
|                          | Philippe Poutou Nouveau Parti anticapitaliste    | 35 216                     | 1,06                       | 1,09                       |                        |                        |                        |
|                          | François Asselineau Union populaire républicaine | 28 603                     | 0,86                       | 0,92                       |                        |                        |                        |
|                          | Nathalie Arthaud Lutte ouvrière                  | 16 776                     | 0,51                       | 0,64                       |                        |                        |                        |
|                          | Jacques Cheminade Solidarité et progrès          | 5 524                      | 0,17                       | 0,18                       |                        |                        |                        |

### Élections régionales
| Élections régionales de 2021 | Élections régionales de 2021 | Premier tour 20 juin 2021 | Premier tour 20 juin 2021 | Second tour 27 juin 2021 | Second tour 27 juin 2021 | Sièges | Sièges |
| Élections régionales de 2021 | Élections régionales de 2021 | Voix                      | %                         | Voix                     | %                        | Sièges | Sièges |
| ---------------------------- | --- | ------------------------- | ------------------------- | ------------------------ | ------------------------ | ------ | ------ |
| Inscrits / participation     | Inscrits / participation | 4 220 483                 | 37,24                     | 4 220 834                | 37,83                    |        |        |
| Abstentions                  | Abstentions | 2 648 964                 | 62,76                     | 2 623 891                | 62,17                    |        |        |
| Total                        | Total | 1 571 519                 | 100                       | 1 596 943                | 100                      | 158    |        |
| Votes blancs                 | Votes blancs | 36 176                    | 2,30                      | 40 729                   | 2,55                     |        |        |
| Votes nuls                   | Votes nuls | 26 262                    | 1,67                      | 29 374                   | 1,84                     |        |        |
| Suffrages exprimés           | Suffrages exprimés | 1 509 081                 | 96,03                     | 1 526 840                | 95,61                    |        |        |
|                              | |                           |                           |                          |                          |        |        |
|                              | Carole Delga Parti socialiste, Parti radical de gauche, Parti communiste français, Place publique, Mouvement républicain et citoyen, Gauche républicaine et socialiste, Occitanie écologie | 597 157                   | 39,57                     | 882 116                  | 57,78                    | 109    | 16     |
|                              | Jean-Paul Garraud La Droite populaire, Rassemblement national, Parti localiste, L'Avenir français                                                                                          | 341 254                   | 22,61                     | 366 467                  | 24,00                    | 28     | 12     |
|                              | Aurélien Pradié Les Républicains, Union des démocrates et indépendants, Les Centristes - Le Nouveau Centre, Le Mouvement de la ruralité                                                    | 183 980                   | 12,19                     | 278 258                  | 18,22                    | 21     | 4      |
|                              | Antoine Maurice Europe Écologie Les Verts, Génération.s, Génération écologie, Cap21, Parti animaliste, Régions et peuples solidaires, Mouvement écologique indépendant, Partit occitan     | 133 383                   | 8,84                      |                          |                          |        |        |
|                              | Vincent Terrail-Novès La République en marche, Mouvement démocrate, Agir, Mouvement radical, Territoires de progrès                                                                        | 132 487                   | 8,78                      |                          |                          |        |        |
|                              | Myriam Martin La France insoumise, Parti de gauche, Ensemble, Gauche démocratique et sociale, Nouveau parti anticapitaliste                                                                | 76 381                    | 5,06                      |                          |                          |        |        |
|                              | Malena Adrada Lutte ouvrière | 26 720                    | 1,77                      |                          |                          |        |        |
|                              | Jean-Luc Davezac Occitanie País Nòstre, Résistons, Parti républicain solidariste | 11 510                    | 0,76                      |                          |                          |        |        |
|                              | Anthony Le Boursicaud Divers | 6 209                     | 0,41                      |                          |                          |        |        |

| Élections régionales de 2015 | Élections régionales de 2015 | Premier tour 6 décembre 2015 | Premier tour 6 décembre 2015 | Second tour 13 décembre 2015 | Second tour 13 décembre 2015 | Sièges |
| Élections régionales de 2015 | Élections régionales de 2015 | Voix                         | %                            | Voix                         | %                            | Sièges |
| ---------------------------- | --- | ---------------------------- | ---------------------------- | ---------------------------- | ---------------------------- | ------ |
| Inscrits / participation     | Inscrits / participation | 4 124 476                    | 52,24                        | 4 121 377                    | 62,02                        |        |
| Abstentions                  | Abstentions | 1 969 686                    | 47,76                        | 1 565 297                    | 37,98                        |        |
| Total                        | Total | 2 154 790                    | 100                          | 2 556 080                    | 100                          | 158    |
| Votes blancs                 | Votes blancs | 59 354                       | 2,78                         | 60 945                       | 2,38                         |        |
| Votes nuls                   | Votes nuls | 41 909                       | 1,91                         | 56 132                       | 2,19                         |        |
| Suffrages exprimés           | Suffrages exprimés | 2 053 527                    | 95,31                        | 2 439 003                    | 95,43                        |        |
|                              | |                              |                              |                              |                              |        |
|                              | Louis Aliot Front national | 653 547                      | 31,83                        | 826 023                      | 33,87                        | 40     |
|                              | Carole Delga Parti socialiste Parti radical de gauche Mouvement républicain et citoyen Génération écologie                                              | 501 322                      | 24,41                        | 1 092 969                    | 44,81                        | 93     |
|                              | Gérard Onesta Europe Écologie Les Verts Front de gauche Nouvelle gauche socialiste Partit occitan Gauche républicaine de Catalogne                      | 210 602                      | 10,26                        | 1 092 969                    | 44,81                        | 93     |
|                              | Dominique Reynié Les Républicains Union des démocrates et indépendants Mouvement démocrate Chasse, pêche, nature et traditions                          | 386 981                      | 18,84                        | 520 011                      | 21,32                        | 25     |
|                              | Philippe Saurel Divers gauche | 102 727                      | 5,00                         |                              |                              |        |
|                              | Damien Lempereur Debout la France | 80 375                       | 3,91                         |                              |                              |        |
|                              | Sandra Torremocha Lutte ouvrière | 37 181                       | 1,81                         |                              |                              |        |
|                              | Christophe Cavard Union des démocrates et des écologistes Cap21 Parti de la nation occitane Citoyens démocrates et solidaires Rassemblement éco-citoyen | 34 940                       | 1,70                         |                              |                              |        |
|                              | Gilles Fabre Nouvelle Donne | 17 093                       | 0,83                         |                              |                              |        |
|                              | Yvan Hirimiris Union populaire républicaine | 14 601                       | 0,71                         |                              |                              |        |
|                              | Jean-Claude Martinez Extrême droite | 14 172                       | 0,69                         |                              |                              |        |

### Élections départementales
| Élections départementales de 2021 | Élections départementales de 2021   | Élections départementales de 2021 | Premier tour 20 juin 2021 | Premier tour 20 juin 2021 | Premier tour 20 juin 2021 | Second tour 27 juin 2021 | Second tour 27 juin 2021 | Second tour 27 juin 2021 | Sièges | Sièges        |
| Élections départementales de 2021 | Élections départementales de 2021   | Élections départementales de 2021 | Occitanie                 | Occitanie                 | France                    | Occitanie                | Occitanie                | France                   | Sièges | Sièges        |
| Élections départementales de 2021 | Élections départementales de 2021   | Élections départementales de 2021 | Voix                      | %                         | %                         | Voix                     | %                        | %                        | Sièges | Sièges        |
| --------------------------------- | ----------------------------------- | --------------------------------- | ------------------------- | ------------------------- | ------------------------- | ------------------------ | ------------------------ | ------------------------ | ------ | ------------- |
| Inscrits / participation          | Inscrits / participation            | Inscrits / participation          | 4 220 323                 | 37,33                     | 33,32                     | 3 800 071                | 37,48                    | 34,36                    |        |               |
| Abstentions                       | Abstentions                         | Abstentions                       | 2 644 932                 | 62,67                     | 66,68                     | 2 375 927                | 62,52                    | 65,64                    |        |               |
| Total                             | Total                               | Total                             | 1 575 391                 | 100                       | 100                       | 1 424 144                | 100                      | 100                      | 498    | en stagnation |
| Votes blancs                      | Votes blancs                        | Votes blancs                      | 52 680                    | 3,34                      | 3,14                      | 42 565                   | 2,99                     | 5,07                     |        |               |
| Votes nuls                        | Votes nuls                          | Votes nuls                        | 34 629                    | 2,20                      | 1,78                      | 70 170                   | 4,93                     | 2,53                     |        |               |
| Suffrages exprimés                | Suffrages exprimés                  | Suffrages exprimés                | 1 488 082                 | 94,46                     | 95,08                     | 1 311 409                | 92,08                    | 92,40                    |        |               |
|                                   |                                     |                                   |                           |                           |                           |                          |                          |                          |        |               |
|                                   | Rassemblement national              | RN                                | 303 619                   | 20,40                     | 17,89                     | 255 320                  | 19,47                    | 10,74                    | 8      | 2             |
|                                   | Union à gauche                      | UG                                | 182 699                   | 12,28                     | 7,67                      | 236 868                  | 18,06                    | 8,47                     | 76     | 22            |
|                                   | Divers gauche                       | DVG                               | 155 417                   | 10,44                     | 8,60                      | 131 615                  | 10,04                    | 8,62                     | 98     | 34            |
|                                   | Union à gauche avec des écologistes | UGE                               | 152 382                   | 10,24                     | 9,06                      | 132 726                  | 10,12                    | 9,19                     | 64     | Nv.           |
|                                   | Divers droite                       | DVD                               | 109 988                   | 7,39                      | 13,81                     | 66 791                   | 5,09                     | 16,26                    | 54     | 2             |
|                                   | Parti socialiste                    | SOC                               | 102 790                   | 6,91                      | 4,53                      | 134 469                  | 10,25                    | 5,71                     | 68     | 112           |
|                                   | Écologistes                         | ECO                               | 80 290                    | 5,40                      | 3,24                      | 32 692                   | 2,49                     | 2,12                     | 0      | Nv.           |
|                                   | Divers                              | DIV                               | 61 066                    | 4,10                      | 2,84                      | 58 191                   | 4,44                     | 2,75                     | 26     | 24            |
|                                   | Union au centre et à droite         | UCD                               | 60 026                    | 4,03                      | 8,29                      | 64 850                   | 4,95                     | 10,68                    | 22     | Nv.           |
|                                   | Divers centre                       | DVC                               | 58 980                    | 3,96                      | 4,12                      | 60 503                   | 4,61                     | 4,63                     | 24     | Nv.           |
|                                   | Union à droite                      | UD                                | 42 761                    | 2,87                      | 6,09                      | 40 718                   | 3,10                     | 8,04                     | 20     | 34            |
|                                   | Les Républicains                    | LR                                | 41 984                    | 2,82                      | 5,91                      | 32 888                   | 2,51                     | 7,77                     | 14     | 18            |
|                                   | La France insoumise                 | FI                                | 32 766                    | 2,20                      | 0,79                      | 1 608                    | 0,12                     | 0,04                     | 0      | en stagnation |
|                                   | Parti communiste français           | COM                               | 28 751                    | 1,93                      | 1,88                      | 12 496                   | 0,95                     | 1,31                     | 6      | 2             |
|                                   | Union au centre                     | UC                                | 27 095                    | 1,82                      | 1,41                      | 21 424                   | 1,63                     | 1,22                     | 4      | 4             |
|                                   | Parti radical de gauche             | RDG                               | 12 873                    | 0,87                      | 0,15                      | 11 391                   | 0,87                     | 0,11                     | 8      | 14            |
|                                   | Union au centre et à gauche         | UCG                               | 11 639                    | 0,78                      | 0,54                      | 11 572                   | 0,88                     | 0,52                     | 6      | Nv.           |
|                                   | La République en marche             | REM                               | 9 838                     | 0,66                      | 1,59                      | 1 942                    | 0,15                     | 0,73                     | 0      | Nv.           |
|                                   | Régionalistes                       | REG                               | 6 014                     | 0,40                      | 0,42                      |                          |                          |                          | 0      | Nv.           |
|                                   | Droite souverainiste                | DSV                               | 4 011                     | 0,27                      | 0,16                      | 3 345                    | 0,26                     | 0,03                     | 0      | en stagnation |
|                                   | Extrême gauche                      | EXG                               | 2 336                     | 0,16                      | 0,23                      |                          |                          |                          | 0      | Nv.           |
|                                   | Extrême droite                      | EXD                               | 330                       | 0,02                      | 0,13                      | 0                        | en stagnation            |                          |        |               |
|                                   | Mouvement démocrate                 | MDM                               | 307                       | 0,02                      | 0,12                      | 0                        | en stagnation            |                          |        |               |
|                                   | Gilets jaunes                       | GJ                                | 126                       | 0,01                      | 0,01                      | 0                        | Nv.                      |                          |        |               |

| Élections départementales de 2015 | Élections départementales de 2015    | Élections départementales de 2015 | Premier tour 22 mars 2015 | Premier tour 22 mars 2015 | Premier tour 22 mars 2015 | Second tour 29 mars 2015 | Second tour 29 mars 2015 | Second tour 29 mars 2015 | Sièges |
| Élections départementales de 2015 | Élections départementales de 2015    | Élections départementales de 2015 | Occitanie                 | Occitanie                 | France                    | Occitanie                | Occitanie                | France                   | Sièges |
| Élections départementales de 2015 | Élections départementales de 2015    | Élections départementales de 2015 | Voix                      | %                         | %                         | Voix                     | %                        | %                        | Sièges |
| --------------------------------- | ------------------------------------ | --------------------------------- | ------------------------- | ------------------------- | ------------------------- | ------------------------ | ------------------------ | ------------------------ | ------ |
| Inscrits / participation          | Inscrits / participation             | Inscrits / participation          | 4 091 726                 | 55,06                     | 50,17                     | 3 887 799                | 56,26                    | 49,98                    |        |
| Abstentions                       | Abstentions                          | Abstentions                       | 1 838 807                 | 44,94                     | 49,83                     | 1 700 701                | 43,74                    | 50,02                    |        |
| Total                             | Total                                | Total                             | 2 252 919                 | 100                       | 100                       | 2 187 098                | 100                      | 100                      | 498    |
| Votes blancs                      | Votes blancs                         | Votes blancs                      | 76 487                    | 3,40                      | 3,29                      | 119 152                  | 5,45                     | 5,72                     |        |
| Votes nuls                        | Votes nuls                           | Votes nuls                        | 41 499                    | 1,84                      | 1,60                      | 64 668                   | 2,96                     | 2,60                     |        |
| Suffrages exprimés                | Suffrages exprimés                   | Suffrages exprimés                | 2 134 933                 | 94,76                     | 95,11                     | 2 003 278                | 91,60                    | 91,68                    |        |
|                                   |                                      |                                   |                           |                           |                           |                          |                          |                          |        |
|                                   | Front national                       | FN                                | 557 247                   | 26,10                     | 25,24                     | 523 449                  | 26,03                    | 22,23                    | 10     |
|                                   | Parti socialiste                     | SOC                               | 388 692                   | 18,21                     | 13,28                     | 521 061                  | 25,91                    | 16,06                    | 180    |
|                                   | Union de la droite                   | UD                                | 260 346                   | 12,19                     | 20,89                     | 269 329                  | 13,39                    | 27,61                    | 54     |
|                                   | Divers gauche                        | DVG                               | 198 645                   | 9,30                      | 6,79                      | 177 203                  | 8,81                     | 4,48                     | 64     |
|                                   | Divers droite                        | DVD                               | 195 315                   | 9,15                      | 6,81                      | 179 579                  | 8,93                     | 6,92                     | 56     |
|                                   | Union de la gauche                   | UG                                | 128 393                   | 6,01                      | 8,19                      | 130 562                  | 6,49                     | 9,09                     | 54     |
|                                   | Front de gauche                      | FG                                | 110 684                   | 5,18                      | 4,72                      | 20 099                   | 1,00                     | 1,44                     | 6      |
|                                   | Union pour un mouvement populaire    | UMP                               | 90 422                    | 4,24                      | 6,56                      | 96 615                   | 4,80                     | 8,64                     | 32     |
|                                   | Parti communiste français            | COM                               | 56 566                    | 2,65                      | 1,32                      | 16 210                   | 0,81                     | 0,54                     | 8      |
|                                   | Europe Écologie Les Verts            | VEC                               | 48 995                    | 2,29                      | 2,03                      | 10 480                   | 0,52                     | 0,16                     | 0      |
|                                   | Parti radical de gauche              | RDG                               | 33 923                    | 1,59                      | 0,31                      | 38 554                   | 1,92                     | 0,35                     | 22     |
|                                   | Union des démocrates et indépendants | UDI                               | 26 726                    | 1,25                      | 1,29                      | 15 581                   | 0,77                     | 1,34                     | 10     |
|                                   | Divers                               | DIV                               | 22 166                    | 1,04                      | 1,33                      | 8 495                    | 0,42                     | 0,53                     | 2      |
|                                   | Debout la France                     | DLF                               | 7 657                     | 0,36                      | 0,40                      |                          |                          |                          | 0      |
|                                   | Parti de gauche                      | PG                                | 5 001                     | 0,23                      | 0,06                      | 0                        |                          |                          |        |
|                                   | Union du centre                      | UC                                | 2 369                     | 0,11                      | 0,29                      | 2 520                    | 0,13                     | 0,21                     | 0      |
|                                   | Mouvement démocrate                  | MDM                               | 1 519                     | 0,07                      | 0,36                      | 1 518                    | 0,08                     | 0,26                     | 0      |
|                                   | Extrême droite                       | EXD                               | 267                       | 0,01                      | 0,07                      |                          |                          |                          | 0      |

### Élections européennes
| Inscrits / participation | Inscrits / participation                                                                      | 4 403 457 | 56,55 | 51,49 |  |  |  |
| Abstentions              | Abstentions                                                                                   | 1 913 409 | 43,45 | 48,51 |  |  |  |
| Total                    | Total                                                                                         | 2 490 048 | 100   | 100   |  |  |  |
| Votes blancs             | Votes blancs                                                                                  | 33 532    | 1,35  | 1,36  |  |  |  |
| Votes nuls               | Votes nuls                                                                                    | 39 385    | 1,58  | 1,45  |  |  |  |
| Suffrages exprimés       | Suffrages exprimés                                                                            | 2 417 131 | 97,07 | 97,19 |  |  |  |
|                          |                                                                                               |           |       |       |  |  |  |
|                          | La France revient ! Avec Jordan Bardella et Marine Le Pen Rassemblement national              | 814 265   | 33,69 | 31,37 |  |  |  |
|                          | Réveiller l'Europe Parti socialiste et Place publique                                         | 374 941   | 15,51 | 13,83 |  |  |  |
|                          | Besoin d’Europe Ensemble pour la République                                                   | 293 917   | 12,16 | 14,60 |  |  |  |
|                          | La France insoumise – Union populaire La France insoumise                                     | 216 535   | 8,96  | 9,89  |  |  |  |
|                          | La France fière, menée par Marion Maréchal et soutenue par Éric Zemmour Reconquête            | 133 848   | 5,54  | 5,47  |  |  |  |
|                          | La droite pour faire entendre la voix de la France en Europe Les Républicains                 | 132 569   | 5,48  | 7,25  |  |  |  |
|                          | Europe Écologie Les Écologistes                                                               | 124 245   | 5,14  | 5,50  |  |  |  |
|                          | Alliance rurale Résistons                                                                     | 92 815    | 3,84  | 2,35  |  |  |  |
|                          | Gauche unie pour le monde du travail soutenue par Fabien Roussel Parti communiste français    | 64 477    | 2,67  | 2,36  |  |  |  |
|                          | Parti animaliste – Les animaux comptent, votre voix aussi Parti animaliste                    | 43 661    | 1,81  | 2,00  |  |  |  |
|                          | Écologie au centre                                                                            | 27 739    | 1,15  | 1,28  |  |  |  |
|                          | Liste Asselineau-Frexit, pour le pouvoir d'achat et pour la paix Union populaire républicaine | 26 881    | 1,11  | 1,02  |  |  |  |
|                          | L'Europe ça suffit ! Les Patriotes                                                            | 24 369    | 1,01  | 0,93  |  |  |  |
|                          | Autres listes                                                                                 | 46 869    | 1,94  | 2,15  |  |  |  |

### Élections municipales
|       | Divers gauche                        | DVG            | 329 970   | 22,17 | 1 917  | 185 557 | 28,50 | 1 098 | 3 015  | 14,40 |  |  |  |  |
|       | Divers droite                        | DVD            | 238 038   | 15,99 | 1 510  | 124 594 | 19,14 | 553   | 2 063  | 9,85  |  |  |  |  |
|       | Divers                               | DIV            | 128 204   | 8,61  | 680    | 76 523  | 11,75 | 669   | 1 349  | 6,44  |  |  |  |  |
|       | Divers centre                        | DVC            | 118 612   | 7,97  | 629    | 58 932  | 9,05  | 408   | 1 037  | 4,95  |  |  |  |  |
|       | Rassemblement national               | RN             | 54 802    | 3,68  | 57     | 40 525  | 6,22  | 117   | 174    | 0,83  |  |  |  |  |
|       | Les Républicains                     | LR             | 49 816    | 3,35  | 203    | 42 518  | 6,53  | 144   | 347    | 1,66  |  |  |  |  |
|       | Union de la gauche                   | UG             | 29 083    | 1,95  | 140    | 56 212  | 8,63  | 166   | 306    | 1,46  |  |  |  |  |
|       | Parti socialiste                     | SOC            | 17 838    | 1,20  | 138    | 6 286   | 0,97  | 61    | 199    | 0,95  |  |  |  |  |
|       | Europe Écologie Les Verts            | VEC            | 13 781    | 0,93  | 2      | 2 781   | 0,43  | 8     | 10     | 0,05  |  |  |  |  |
|       | Écologistes                          | ECO            | 13 537    | 0,91  | 19     | 4 540   | 0,70  | 55    | 74     | 0,35  |  |  |  |  |
|       | La République en marche              | REM            | 7 879     | 0,53  | 3      | 301     | 0,05  | 1     | 4      | 0,02  |  |  |  |  |
|       | Extrême gauche                       | EXG            | 7 253     | 0,49  | 0      |         |       |       | 0      | 0,00  |  |  |  |  |
|       | Parti communiste français            | COM            | 2 746     | 0,18  | 52     | 52      | 0,25  |       |        |       |  |  |  |  |
|       | Parti radical de gauche              | RDG            | 2 454     | 0,16  | 52     | 52      | 0,25  |       |        |       |  |  |  |  |
|       | Union des démocrates et indépendants | UDI            | 2 155     | 0,14  | 2      | 2 258   | 0,35  | 25    | 27     | 0,13  |  |  |  |  |
|       | Union du centre                      | UC             | 1 902     | 0,13  | 3      | 1 326   | 0,20  | 5     | 8      | 0,04  |  |  |  |  |
|       | Mouvement démocrate                  | MDM            | 1 317     | 0,09  | 0      |         |       |       | 0      | 0,00  |  |  |  |  |
|       | Debout la France                     | DLF            | 835       | 0,06  | 0      | 0       | 0,00  |       |        |       |  |  |  |  |
|       | Gilets jaunes                        | GJ             | 612       | 0,04  | 2      | 2       | 0,01  |       |        |       |  |  |  |  |
|       | La France insoumise                  | FI             | 499       | 0,03  | 1      | 1       | 0,00  |       |        |       |  |  |  |  |
|       | Extrême droite                       | EXD            | 331       | 0,02  | 0      | 195     | 0,03  | 0     | 0      | 0,00  |  |  |  |  |
|       | Sans étiquette                       | Sans étiquette | 466 595   | 31,35 | 11 317 | 48 461  | 7,44  | 900   | 12 217 | 58,35 |  |  |  |  |
|       |                                      |                |           |       |        |         |       |       |        |       |  |  |  |  |
| Total | Total                                | Total          | 1 488 259 | 100   | 16 727 | 651 009 | 100   | 4 210 | 20 937 | 100   |  |  |  |  |

## Partis politiques régionalistes
| Nom                         | Idéologie                                                                  | Elus                         |
| Nom                         | Idéologie                                                                  | Conseil régional d'Occitanie |
| --------------------------- | -------------------------------------------------------------------------- | ---------------------------- |
| Partit occitan              | Régionalisme, autonomisme, occitanisme, écologisme, nationalisme de gauche | 0 / 158                      |
| Libertat !                  | Occitanisme                                                                | 0 / 158                      |
| Parti de la nation occitane | Occitanisme                                                                | 0 / 158                      |